# Nantucket Sleighride (album)
Nantucket Sleighride je druhé studiové album americké hard rockové skupiny Mountain.

## Seznam skladeb
1. „Don’t Look Around“ (West/Palmer/Pappalardi/Collins) – 3:47
2. „Taunta (Sammy’s Tune)“ (Pappalardi) – 1:00
3. „Nantucket Sleighride (To Owen Coffin)“ (Pappalardi/Collins) – 5:55
4. „You Can’t Get Away“ (West/Collins/Laing) – 3:28
5. „Tired Angels (To J. M. H.)“ (Pappalardi/Collins) – 4:42
6. „The Animal Trainer And The Toad“ (West/Palmer) – 3:29
7. „My Lady“ (Laing/Pappalardi/Collins) – 4:35
8. „Travellin’ In The Dark (To E. M. P.)“ (Pappalardi/Collins) – 4:26
9. „The Great Train Robbery“ (West/Laing/Pappalardi/Collins) – 5:50
10. „Travellin“ In The Dark (To E. M. P.) [Live Bonus Track]“ (Pappalardi/Collins) – 5:14

## Sestava
- Leslie West – kytara, zpěv
- Felix Pappalardi – baskytara, rytmická kytara, piáno, zpěv
- Corky Laing – bicí, perkuse
- Steve Knight – varhany, ruční zvonek